# Ronald Hicks
Ronald Aldon Hicks (ur. 4 sierpnia 1967 w Chicago, Illinois) – amerykański duchowny katolicki, biskup Joliet w Illinois od 2020.

## Życiorys
Święcenia kapłańskie otrzymał w dniu 21 maja 1994 i został inkardynowany do archidiecezji Chicago. Po kilkuletnim stażu wikariuszowskim został wykładowcą kolegium św. Józefa. W latach 2005–2010 przebywał w Salwadorze, a w latach 2010–2014 był dziekanem ds. formacji w archidiecezjalnym seminarium. W 2015 mianowany wikariuszem generalnym archidiecezji.
3 lipca 2018 papież Franciszek mianował go biskupem pomocniczym Chicago ze stolicą tytularną Munatiana. Sakry udzielił mu 17 września 2018 kardynał Blase Cupich. 
17 lipca 2020 został mianowany biskupem ordynariuszem diecezji Joliet w Illinois, a 29 września 2020 kanonicznie objął urząd.